# آبکند (مریخ)

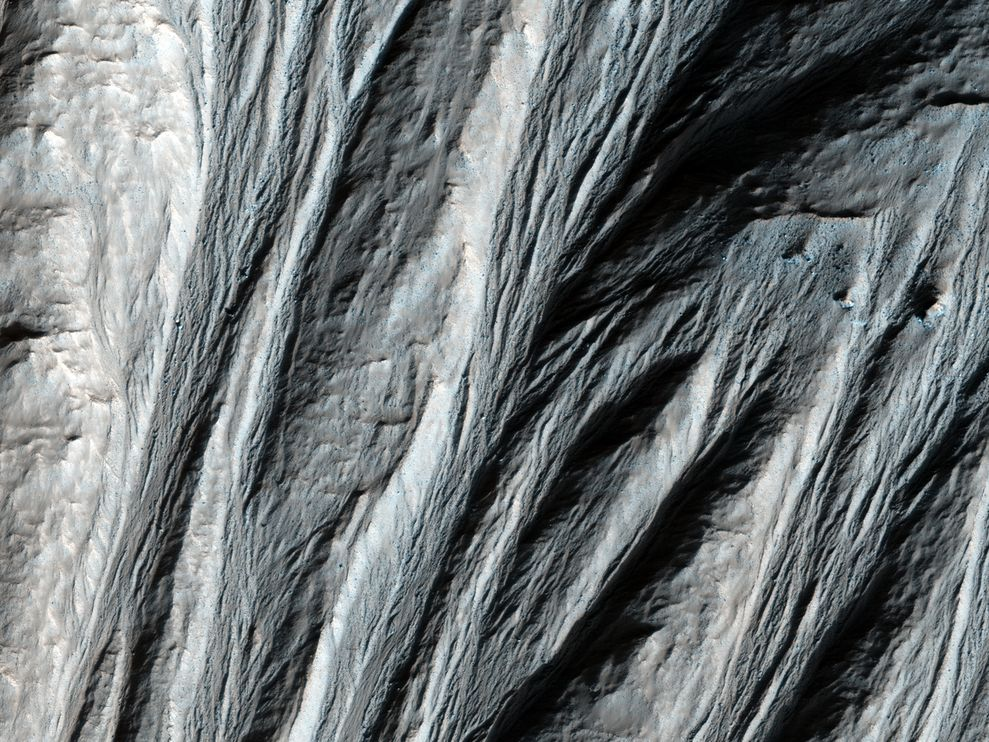
آبکندها در بلندی‌های جنوبی مریخ، در جنوب فلات آرگیر پلینیتیا. نگاره از دوربین هی‌رایز فضاپیمای چندمنظورهُ نقشه‌بردار سراسر مریخ، (۲۰۱۴).

آبکندهای مریخ (به انگلیسی: Martian gullies)، دره‌ها و بریدگی‌های تنگ کوچک و گاهی عمیق در سطح آن سیاره هستند، که شبکه‌هایی از کانال‌های باریک و رسوبات آنها در سیارهُ مریخ را تشکیل داده‌اند. آبکندهای مریخ به خاطر شباهتی که با این‌گونه زمین‌چهر‌های آبکندی زمینی دارند به همان نام نامگذاری شده‌اند. آبکندهای مریخ نخستین‌بار با عکس‌برداری‌های ماه‌وارهُ مریخ‌گرد نقشه‌بردار سراسر مریخ کشف شدند، آنها در دامنه‌های شیب دار، به ویژه در دیواره‌های دهانه‌ها دیده می‌شوند. به طور معمول، هر یک ازآبکندها دارای یک حفرهُ دندریتیک در سر خود است. تخمین زده شده که آبکندهای مریخ نسبتاً جوان باشند، زیرا شمار دهانه‌ها (اگر وجود داشته باشند)، تعدادشان کم است. همچنین گ‍روهی از زیررده‌های این پدیده در چهرهُ تپه‌های ماسه‌ای بریده (حفر) شده‌اند، که کاملاً جوان به نظرمی‌رسند.
بیشتر آبکندهای مریخ در هر نیمکره با تمایل ۳۰درجه به جانب قطب پدید آمده‌اند و شمار آن‌ها در نیمکرهُ جنوبی بیشتراست. برخی بررسی‌ها نشان داده‌اند که آبکندهای مریخ می‌توانند در دامنه‌هایی با هر جهتی قرار داشته‌باشند؛ در حالی که برخی دیگر به این نتیجه رسیده‌اند که؛ تعداد آبکندها در دامنه‌های رو به قطب بیشتراست، به ویژه از۳۰ تا ۴۴ درجه رو به قطب جنوب.